# برنت لارخام
برنت لارخام (بالإنجليزية: Brent Larkham)‏ مواليد 8 يناير 1972 في كانبرا، هو لاعب كرة مضرب أسترالي سابق وكان يلعب باليد اليمنى. أعلى تصنيف له في الفردي كان المركز الـ 108 في سنة 1994. أعلى تصنيف له في الزوجي كان المركز الـ 128 في سنة 1995.

## النهائيات

### الفردي: (2)
| الرقم | السنة | الدورة              | الأرضية | المنافس في النهائي | النتيجة في النهائي |
| ----- | ----- | ------------------- | ------- | ------------------ | ------------------ |
| 1.    | 1993  | لاونسستون, أستراليا | سجاد    | نيكلاس يوتجرن      | 6–3, 4–6, 7–6      |
| 2.    | 1994  | تامبيري, فنلندا     | ترابية  | أليخو مانسيسيدور   | 7–6, 1–6, 6–3      |

## روابط خارجية
- برنت لارخام على موقع رابطة محترفي التنس (الإنجليزية)
- برنت لارخام على موقع الاتحاد الدولي لكرة المضرب (الإنجليزية)
- برنت لارخام على موقع اتحاد التنس الأسترالي (الإنجليزية)
- برنت لارخام على موقع خلاصة التنس.كوم (الإنجليزية)